# یلوه پاصورتی
یلوه پاصورتی (نام علمی: Gallirallus insignis) نام یک گونه از سرده یلوه‌های استرالیا-آرام است.